# Lisa Raymond
Lisa Raymond (Norristown, 10. kolovoza 1973.) je američka profesionalna tenisačica koja je postigla značajane uspjehe u konkurenciji ženskih parova. 12. lipnja 2000., dosegla je svjetski broj jedan u parovima. U pojedinačnoj konkurenciji najbolji plasman joj je bio broj 15 iz listopada 1997.
Tijekom karijere zaradila je više od 9 milijuna dolara. U pojedinačnoj konkurenciji Raymond je dosegla četvrtzavršnicu na Australian Openu i Wimbledonu. Ima pobjede protiv Venus Williams, Arantxe Sanchez Vicario, Monike Seleš, Jennifer Capriati i Martine Hingis. Ona je također jedna od rijetkih igračica koje su u karijeri osvojile Grand Slam u parovima.
Od njezina četiri pojedinačna naslova, dva su ostvarena na Cellular South Cupu.

## Vanjske poveznice
- Profil na WTA
- Službena stranica  Arhivirana inačica izvorne stranice od 18. srpnja 2011. (Wayback Machine)